# Geikie Ridge
Geikie Ridge (in lingua inglese: Dorsale Geikie) è una massiccia dorsale antartica, lunga 37 km e larga 11 km, che forma lo spartiacque tra il Ghiacciaio Dugdale e il Ghiacciaio Murray, nei Monti dell'Ammiragliato, in Antartide.
La dorsale è stata mappata  per la prima volta dalla Spedizione Southern Cross (1898-1900), la prima spedizione britannica alla scoperta dell'Antartide guidata dall'esploratore norvegese naturalizzato australiano Carsten Borchgrevink, che assegnò all'altopiano compreso tra i due ghiacciai il nome di "Geikie Land" (Terra di Geikie) in onore del geologo scozzese Archibald Geikie ( a cui sono intitolati anche il Ghiacciaio Geikie e Geikie Inlet). Il termine generico di "Terra", considerato non appropriato date le piccole dimensioni dell'elemento geografico, è stato successivamente modificato in "Ridge" (dorsale); è stata tuttavia rispettata l'intenzione originaria di Borchgrevink nell'attribuzione della denominazione.